# Cmentarz mariawicki w Grabowie Szlacheckim
Cmentarz mariawicki w Grabowie Szlacheckim – założony na początku XX wieku, cmentarz mariawicki położony w Grabowie Szlacheckim, na terenie parafii Przemienienia Pańskiego w Grabowie Szlacheckim. 
Mariawityzm w Grabowie Szlacheckim powstał za sprawą rzymskokatolickiego wikariusza ks. Jana Marii Ignacego Modrzejewskiego z parafii w Okrzei, który w roku 1906 opowiedział się za mariawityzmem. Z jego inicjatywy na terenie Grabowa wybudowano drewniany kościół mariawicki oraz ulokowano cmentarz wyznaniowy. W 1924 roku ks. Modrzejewski zdecydował się powrócić na łono Kościoła rzymskokatolickiego, pociągając za sobą znaczną część mariawitów. Ponieważ grunta parafialne zapisane były na jego nazwisko, kościół i cmentarz przeszły w posiadanie Kościoła rzymskokatolickiego. Jeszcze w 1929 roku na terenie Grabowa mieszkało około 230 mariawitów. Od tego czasu społeczność mariawicka w tych stronach znacznie zaczęła się kurczyć. Ostatni mariawici żyli na terenie miejscowości, jeszcze na początku XXI wieku.
W latach 70. na terenie cmentarza mariawickiego ulokowano drewnianą kaplicę rzymskokatolicką pw. Przemienienia Pańskiego, zaś w roku 1989 na jej miejscu rozpoczęto budowę murowanej świątyni. 
Obecnie jedyną pozostałością cmentarza mariawickiego jest kilka nagrobków znajdujących się na tyłach kościoła parafialnego. 